# Харсдёрффер, Георг Филипп

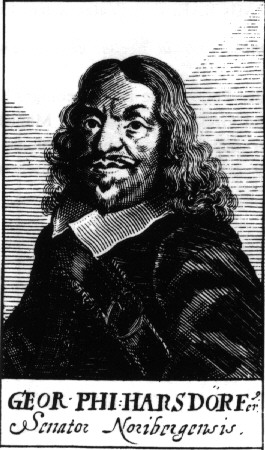
Георг Филипп Харсдёрффер

Георг Филипп Харсдёрффер (нем. Georg Philipp Harsdörffer; 1 ноября 1607, Фишбах, Нюрнберг — 17 сентября 1658, Нюрнберг) — немецкий писатель эпохи барокко: прозаик, поэт, переводчик, эрудит.
Основатель и глава «нюрнбергской поэтической школы». Член литературного «Плодоносного общества» (в котором состоял под именем «der Spielende»). В 1644 году вместе с Иоганном Клаем основал литературное общество «Пегницкий цветочный орден».

## Биография
Учился в Альтдорфском университете. Путешествовал по Европе, посетив Швейцарию, Францию, Голландию, Англию и Италию.

## Творчество

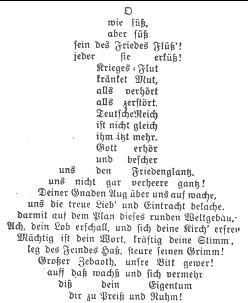
Фигурное стихотворение Г. Ф. Харсдёрффера в форме державы

Поэзия Г. Ф. Харсдёрффера тяготела к игровым формам (таким, например, как фигурная и комбинаторная поэзия) и отличалась вниманием к звуковым качествам стиха, результатом чего стала «звукопись, доведенная Харсдерффером до высочайшей виртуозности».
В своих нехудожественных сочинениях Г. Ф. Харсдёрффер, отличавшийся энциклопедическими интересами, затрагивал разнообразные вопросы поэтики и теории литературы, искусства, религии, математики, естественных наук, культуры, этикета.

## Сочинения
- Frauenzimmer Gesprächspiele, 8 Bde. (1641—1649). — «Разговорные игры дам», 8 тт.  (салонные игры в диалогах, «если угодно, дамская энциклопедия в развлекательной форме»[4])
  - Das geistlich Waldgedicht oder Freudenspiel, genant Seelewig (1644)  (либретто одной из первых немецких опер; музыка З. Т. Штадена)
- Poetischer Trichter-die Teutsche Dicht- und Reimkunst ohne Behuf der lateinischen Sprache, in VI Stunden einzugießen (1647—1653). — «Поэтическая воронка, с помощью которой можно в 6 часов овладеть немецким искусством письма и поэзии без обращения к латыни»  (трактат о поэтическом искусстве)
- Hertzbewegliche Sonntagsandachten (1649—1652)
- Der Grosse Schau-Platz Jämmerlicher Mord-Geschichte (1649—1650)
- Der Grosse Schau-Platz Lust- und Lehr-reicher Geschichte (1650—1651)
- Nathan und Jotham (1650—1651)
- Ars Apophthegmatica, 2 Bde. (1655—1656)  (собрание 6000 апофегм)